# Marble (Kolorado)
Marble – miasto w Stanach Zjednoczonych, w stanie Kolorado, w hrabstwie Gunnison.